# Turun Työväen Shakkikerho
Turun Työväen Shakkikerho, w skrócie TuTS – fiński klub szachowy z siedzibą w Turku.

## Historia
Klub powstał w 1934 roku na fali wzrostu popularności szachów wśród fińskiej klasy robotniczej. W 1987 roku TuTS awansował do SM-liigi. W inauguracyjnym sezonie w najwyższej fińskiej klasie rozgrywkowej klub zajął trzecie miejsce, za Matinkylän SK i SKF Helsinki. W sezonie 1997/1998 klub zdobył wicemistrzostwo kraju, ulegając jedynie HSK. W sezonie 2001/2002 zespół zajął przedostatnie miejsce w lidze i grał w barażach o utrzymanie z Vammalan SK; mecz ten klub z Turku wygrał. W roku 2005 zespół zajął trzecie miejsce, za Jyväs-Shakki i Vammalan SK. W 2008 roku klub spadł z ligi. W roku 2009 TuTS powrócił do SM-liigi, jednak spadł z niej w sezonie 2009/2010. Ponowny awans do pierwszej ligi fińskiej klub uzyskał w 2011 roku, a w sezonie 2011/2012 spadł. Kolejny raz do SM-liigi TuTS powrócił w 2013. W sezonie 2019/2020 klub został wicemistrzem Finlandii, kończąc rozgrywki za Tammer-Shakki. W 2024 roku zespół zajął trzecie miejsce w lidze.